# Beilschmiedia phoebeopsis
Beilschmiedia phoebeopsis är en lagerväxtart som beskrevs av André Joseph Guillaume Henri Kostermans. Beilschmiedia phoebeopsis ingår i släktet Beilschmiedia och familjen lagerväxter. Inga underarter finns listade i Catalogue of Life.